# Folco Quilici
Folco Quilici (Ferrara, Emília-Romanya; 9 d'abril de 1930-Orvieto, Úmbria; 24 de febrer de 2018) va ser un documentalista, cineasta, escriptor, editor de cinema, director de fotografia i guionista italià.

## Biografia
Fill del periodista Nello Quilici i de la pintora Emma Buzzacchi, després d'haver iniciat una activitat de tipus cinematogràfic, es va especialitzar en la filmació submarina, convertint-se molt popular fins i tot fora de les fronteres italianes. El seu primer llargmetratge va ser Sesto continente (1954), ple de suggeridores imatges subaqüàtiques dedicat a les mars del Sud. Posteriorment ha alternat el documental cinematogràfic amb l'activitat periodística, pendent de les recerques i serveis especials sobre el medi ambient i la civilització.
El 1965 l'Esso li va confiar la realització d'una sèrie de pel·lícules sobre Itàlia filmades des d'un helicòpter. En el període de 1966 a 1978 es van realitzar 14 d'aquests documentals, tots sota el títol Italia vista dal cielo. Aquests van ser acompanyats de setze volums il·lustrats. Els comentaris de les 14 pel·lícules van ser assignats a importants literats i historiadors de l'època com Cesare Brandi, Mario Praz, Italo Calvino, Guido Piovene, Michele Prisco, Ignazio Silone i Mario Soldati.
Més tard es va dedicar principalment a la publicació de nombrosos textos a partir de Cacciatori di navi de 1984 incloent Cielo Verde (1997), Naufraghi (1998), Li americhe (2004), Libeccio (2008), La dogana del vento (2011), Amico oceano (2012), Nonno Leone (2013) i Cani & cani di gioco e d'avventura (2013) entre d'altres. En 2002 va rebre el premi NEOS de la Associazione Giornalisti di Viaggio, per la seva activitat d'escriptor. Des de febrer de 2003 a juny de 2006 va presidir l'ICRAM (Istituto Centrale per la ricerca Scientifica e Tecnologica Applicata al Mare), ens públic de recerca sota la supervisió del Ministeri de Medi Ambient, Terra i Mar. En 2006, es va incloure entre les 100 persones més influents en el planeta.
En 2007 va escriure el pròleg del llibre Le Vie Dell'Argento, Paradiso e Inferno de Luciano Covolo i de Massimo Belluzzo (C&B Edizioni, publicat al desembre de 2007).

## Filmografia

### Llargmetratges
- Sesto Continente (1954)
- L'ultimo paradiso (1956)
- Dagli Appennini alle Ande (1959)
- Ti-Koyo e il suo pescecane (1962)
- Le schiave esistono ancora, amb Maleno Malenotti i Roberto Malenotti (1964)
- Oceano (1971)
- Il dio sotto la pelle, amb Carlo Alberto Pinelli (1974)
- Fratello mare (1975)
- Cacciatori di navi (1990)

### Sèries de televisió culturals
- Djerid, tre volti del deserto, telefilm (1956)
- Argentina, 5 episodis (1958-1959)
- I viaggi di Cook, 5 episodis (1964-1965)
- Alla scoperta dell'Africa, 7 episodis (1965-1966)
- Malimba, 5 episodis (1966-1967)
- I primitivi, 10 episodis (1966-1967)
- La provincia non c'è più (1966-1967)
- Alla scoperta dell'India, 8 episodis (1966-1968)
- Teatro negro, 3 parts (1967-1968)
- L'Italia vista dal cielo, 14 episodis (1966-1978)
- Firenze 1000 giorni, 3 film (1967-1970)
- Islam, 8 episodis (1967-1970) - Versió internacional: Civilisation of Islam, 4 episodis (1983-1984)
- L'alba dell'uomo, 8 parts (1970-1974)
- Genti e paesi. Un bambino e la sua casa, dues temporades (1971-1977)
- Mediterraneo, 13 pel·lícules (1972-1978)
- I mari dell'uomo, 7 pel·lícules (1974-1976)
- L'uomo europeo, 8 episodis (1976-1979)
- Civiltà slava, 10 episodis (1976-1984)
- Festa barocca, 6 parts (1980-1982)
- Archivi del tempo, serie (1980-1984)
- Il linguaggio dei luoghi, 13 episodis (1982-1983)
- La grande epoque, 4 episodis (1983-1985)
- L'avventura e la scoperta, serie (1984-1988)
- Uomo, ambiente, energia, 3 film (1988-1992)
- Viaggi nella storia, serie (1988-1992)
- Il rischio e l'obbedienza, 4 film (1990-1992)
- La mia Amazzonia, backstage del film Cacciatori di navi (1991)
- Arcipelaghi, 10 film (1994-1995)
- Italia infinita, 5 pel·lícules en coproducció amb Rai 3 (1998-2003)
- Kolossal (1999)
- Genova, Italia (2001)
- L'impero di marmo (2004)
- In luoghi e tempi lontani (2010)

### Programes televisius
- Geo, Rai 3, 1984-1989
- Il Milione, (Marcopolo, 1997-1998)

## Publicacions
- Avventura nel Sesto continente. Cinquemila ore sotto i mari con la spedizione subacquea italiana fra gli squali e le mantas della giungla di corallo, Roma, G. Casini, 1954.
- Safari intorno al mondo. Antologia di cacce in sei continenti, con la macchina da ripresa, Novara, Istituto Geografico de Agostini, 1967.
- Oceano, Bari, De Donato, 1972.
- Indonesia, Milano, Fabbri, 1974.
- Natura chiama uomo, Bergamo, Minerva Italica, 1976.
- India, un pianeta, Torino, SEI, 1976.
- Quilici, Folco. Memorie da un pianeta inventato.  Torino: SEI, 1983. ISBN 88-05-03805-9.
- L'India di Folco Quilici, Milano, A. Mondadori, 1990. ISBN 88-04-33681-1.
- Il mio Mediterraneo.  Milano: A. Mondadori, 1992. ISBN 88-04-36172-7.
- Le Americhe.  Milano: A. Mondadori, 1993. ISBN 88-04-37489-6.
- Cielo verde.  Milano: A. Mondadori, 1997. ISBN 88-04-37128-5.
- Naufraghi.  Milano: Mondadori, 1998. ISBN 88-04-45066-5.
- Alta profondità.  Milano: Mondadori, 1999. ISBN 88-04-46491-7.
- L'abisso di Hatutu.  Milano: Mondadori, 2001. ISBN 88-04-49652-5.
- Mare rosso.  Milano: Mondadori, 2002. ISBN 88-04-50923-6.
- Tobruk 1940. La vera storia della fine di Italo Balbo.  Milano: Mondadori, 2004. ISBN 88-04-53411-7.
- La fenice del Bajkal.  Milano: Mondadori, 2005. ISBN 88-04-54869-X.
- I miei mari. Una vita di avventure, incontri, scoperte.  Milano: Mondadori, 2007. ISBN 978-88-04-57260-2.
- Libeccio.  Milano: Mondadori, 2008. ISBN 978-88-04-57800-0.
- Terre d'avventura. Amazzonia, Sahara, Kalahari, Lapponia, Congo, Melanesia. ISBN 978-88-04-59356-0.
- La dogana del vento.  Milano: Mondadori, 2011. ISBN 978-88-04-60868-4.
- Storie del mare.  Milano: Mondadori, 2011. ISBN 978-88-04-61069-4.
- Amico oceano.  Milano: Mondadori, 2012. ISBN 978-88-04-61871-3.
- Nonno leone.  Milano: Mondadori, 2013. ISBN 978-88-04-63424-9.
- Cani & cani. Di gioco e d'avventura.  Milano: Mondadori, 2013. ISBN 978-88-04-62510-0.
- L'isola dimenticata.  Milano: Mondadori, 2016. ISBN 978-88-04-63477-5.

## Reconeixement
- 7è Festival Internacional de Cinema de Berlín 1957: Ós de plata al millor documental per L'ultimo paradiso
- David di Donatello 1972: David especial per Oceano
- Festival Internacional de Cinema de Sant Sebastià 1959: Conquilla de Plata al millor director per Dagli Appennini alle Ande[6]